# Барское сельское поселение
Се́льское поселе́ние «Барское» (бур. Барын hомон) — муниципальное образование в Мухоршибирском районе Бурятии Российской Федерации.
Административный центр — село Бар.

## История
Статус и границы сельского поселения установлены Законом Республики Бурятия от 31 декабря 2004 года № 985-III «Об установлении границ, образовании и наделении статусом муниципальных образований в Республике Бурятия»

## Население
| 2002 | 2011 | 2012 | 2013 | 2014 | 2015 | 2016 |
| ---- | ---- | ---- | ---- | ---- | ---- | ---- |
| 511  | ↘465 | ↘449 | ↘437 | ↗442 | ↘440 | ↘424 |
| 2017 | 2018 | 2019 | 2020 | 2021 | 2023 | 2024 |
| ↘413 | ↘407 | ↘389 | ↘387 | ↘369 | ↗375 | ↘365 |

## Состав сельского поселения
| № | Населённый пункт | Тип населённого пункта       | Население |
| - | ---------------- | ---------------------------- | --------- |
| 1 | Бар              | село, административный центр | ↘365      |